# What’s up, people?!
«What's Up, People?» («В чём дело, народ?») — сингл японской ню-метал группы Maximum the Hormone, выпущенный 16 ноября 2005 года. Сингл был использован в качестве второй открывающей темы в аниме-сериале «Тетрадь смерти», благодаря чему группа стала очень популярна не только в Японии, но и по всему миру.

## Список композиций
| №  | Название                                                                              | Длительность |
| -- | ------------------------------------------------------------------------------------- | ------------ |
| 1. | «What's Up, People?!»                                                                 | 4:13         |
| 2. | «Akagi» (アカギ Akagi)                                                                | 2:16         |
| 3. | «Black ¥ Power G-Man Spy» (ブラック￥パワーGメンスパイ)                               | 2:27         |
| 4. | «Minagoroshi no Melody (The Blue Hearts Cover)» (皆殺しのメロディ Melody of massacre) | 1:47         |
| 5. | «Akagi (Yoshi! version)» (Скрытый трек)                                               | 0:34         |